# Горковская Слобода
Горковская Слобода (бел. Горкаўская Слабада) — деревня в Червенском районе Минской области. Входит в состав Ляденского сельсовета.

## Географическое положение
Находятся примерно в 15 километрах юго-восточнее райцентра, в 77 км от Минска и в 11 км от железнодорожной станции Гродзянка по линии Верейцы—Гродзянка, на автодороге Червень—Ляды (Червень—Якшицы), к юго-востоку от деревни Горки.

## История
Деревня впервые упоминается в XVI веке, в то время она входила в состав Свислочской волости Великого княжества Литовского. В XVII веке она относилась к имению Ганута, принадлежавшему сперва Завишам, позднее — помещику Халецкому. На 1767 год деревня насчитывала 4 двора, где было 16 душ мужского пола, здесь располагались корчма и имение шляхтича Ф. Завиши. После второго раздела Речи Посполитой 1793 года вошла в состав Российской Империи. На 1799 год деревня Слободка Горецкая, принадлежавшая К. Завише и относилась к Игуменскому уезду Минской губернии, здесь было 7 дворов и 89 жителей. На 1858 год деревня входила в состав имения Богушевичи, принадлежавшего Ч. Свенторжецкому насчитывала 12 дворов и 108 жителей. Согласно Переписи населения Российской империи 1897 года деревня относилась к Якшицкой волости, здесь насчитывалось 40 дворов, где проживал 231 человек. В начале XX века в деревне было 63 двора, проживали 288 человек. В 1914 году в рамках Столыпинской аграрной реформы часть крестьян Горковской Слободы была расселена на хутора, рядом образовалось хуторское поселение Горковская Слобода. На 1917 год в деревне было 38 дворов и 110 жителей. С февраля по декабрь 1918 года она была оккупирована немцами, с августа по июль 1920 года — поляками. 20 августа 1924 года деревня вошла в состав вновь образованного Горецкого (Горковского) сельсовета Червенского района Минского округа (с 20 февраля 1938 года — Минской области). Согласно Переписи населения СССР 1926 года, здесь насчитывалось 59 дворов, проживали 280 человек. В 1929 году в деревне был организован колхоз «Энергия», куда на 1932 год входили 19 крестьянских хозяйств. В начале 1930-х здесь появился новый колхоз «Советская Беларусь». Во время Великой Отечественной войны деревня была оккупирована немецко-фашистскими захватчиками в начале июля 1941 года. В лесах вокруг деревни развернули активную деятельность партизаны бригады «Красное Знамя». Освобождена в начале июля 1944 года. 16 июля 1954 года в связи с упразднением Горковского сельсовета деревня передана в Ляденский сельсовет. На 1960 год её население составило 163 человека. В 1965 году в Горковской Слободе установлен памятник-стела в честь партизанской бригады «Красное Знамя». В 1980-е годы деревня относилась к совхозу «Горки», здесь работала животноводческая ферма. На 1997 год насчитывалось 149 домохозяйств и 486 жителей. На 2013 год 128 домохозяйств и 370 постоянных жителей, работает магазин. На 2024 год 237 жителей, продолжают работу лесничество, фап, почта, ферма и магазин, также имеется СТО.

## Население
- 1767 — 4 двора, 16 мужчин
- 1799 — 7 дворов, 89 жителей
- 1858 — 12 дворов, 108 жителей
- 1897 — 40 дворов, 231 житель
- начало XX века — 63 двора, 288 жителей
- 1917 — 38 дворов, 110 жителей
- 1926 — 59 дворов, 280 жителей
- 1960 — 163 жителя
- 1997 — 149 дворов, 486 жителей
- 2013 — 128 дворов, 370 жителей
- 2024 – 237 жителей